# Abú Bakr
Abú Bakr (asi 573 Mekka – 23. srpen 634 Medína) byl zámožný kupec z kmene Kurajšovců. Po smrti proroka Mohameda se stal prvním voleným chalífou, hlavou islámu. Islámské říši – chalífátu vládl od 9. června 632 až do své smrti.

## Přítel Mohamedův
Abú Bakr byl Mohamedovým přítelem už v době jeho prvních zjevení a patřil do malé skupinky těch, kteří už na počátku přijali prorokovo učení. Byl také otcem Áiši, nejmilejší Mohamedovy ženy. Doprovázel proroka při jeho přesídlení z Mekky do Medíny – (hidžře). V roce 631 vedl z pověření proroka muslimy při výroční pouti do Mekky.

## Chalífa

### Volba
Když Mohamed 8. června 632 zemřel, neexistovalo žádné pravidlo, které by určovalo jeho nástupce. Nezanechal mužské potomky, a tak si nárok na funkci vůdce muslimů činil vedle Abú Bakra také manžel jediné žijící prorokovy dcery Fátimy, Alí ibn Abí Tálib. V den prorokovy smrti se Medínské kmeny Aus a Chazradž sešly, aby zvolily jeho nástupce. Umar ibn al-Chattáb, Abú Ubajda a Abú Bakr vedoucí muhádžiry získali na svou stranu kmen Aus. Abú Bakr promluvil na shromáždění za muhádžiry. Navrhl, aby byl zvolen některý ze starých prorokových druhů z kmene Kurajšovců, kterého by respektovaly i další kmeny v té době už vyznávající islám. Na to Chazradžovci navrhli, aby byli zvoleni vůdci dva. Nastalého zmatku využil Umar ibn al-Chattáb, aby holdoval Abú Bakrovi jako novému vůdci muslimské obce. Přidali se k němu muhádžirové, kmen Aus a také členové dalších kmenů z okolí Medíny, kteří dorazili do města po zprávě o prorokově smrti. Chazradžovci se museli podvolit vůli většiny. Následující den přijal Abú Bakr oficiální hold a posléze i titul chalífa, tedy „náměstek“, „zástupce“ Mohamedův a vůdce islámské obce.

### Vláda
Volba prvního chalífy byla z hlediska rodícího se náboženství šťastná. Abú Bakr důsledně dbal zásad prorokova učení. Jako jeho tchán a jeden z prvních přívrženců byl obecně uznáván. Důležitou roli v jeho vládě hráli i Umar ibn al-Chattáb a Abú Ubajda. Po šesti měsících ho formálně uznal i Alí ibn Abí Tálib.

#### Upevnění moci
První chalífa se ujal vlády v okamžiku, kdy se rozhodovalo o budoucnosti nového náboženství. Řada kmenů v Arábii přijala islám pouze pod nátlakem. Tyto kmeny viděly v prorokově smrti příležitost zbavit se nevítané nadvlády a s ní i náboženské daně (zakát). Navíc se už za Mohamedova života vynořila řada dalších proroků, kteří se pokoušeli napodobit jeho politický úspěch. V této složité situaci vyslal Abú Bakr v duchu Mohamedovy výbojné politiky vojsko k hranicím Byzantské říše. To se vrátilo zpět v době, kdy vzpoura odbojných kmenů dosáhla až k samotné Medíně. Její obyvatelstvo bylo však odhodláno bránit Mohamedovo učení. Pod vedením Chálida ibn al-Valída se jim podařilo útok odrazit a vzpouru potlačit. Rok po nástupu do úřadu ovládal chalífa opět celou Arábii.

#### Výboje

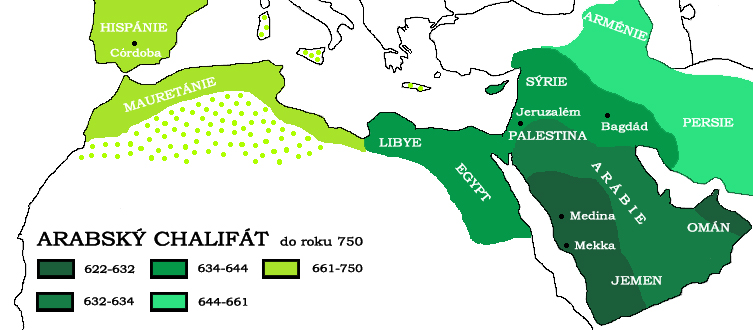
Muslimský svět 750 n. l.

Po sjednocení Arabského poloostrova se islámská expanze obrátila k hranicím sousedních říší byzantské a sásánovské. Prvním významnějším výbojem byla výprava kmene Šajbán, který vedl Muhathanná ibn Hárith do oblasti města Híry v Mezopotámii. Té se účastnilo také asi 500 chalífových mužů pod vedením Chálida ibn al-Valída. Spolu s dobrovolníky, kteří se k výpravě přidali, mělo muslimské vojsko 2000–3000 mužů. Byl to spíše loupežný nájezd většího rozsahu, který skončil vypleněním okolí Híry. Město samo se vykoupilo. Zájem chalífy byl však upřen spíše k byzantským územím v Sýrii a Palestině. Chtěl dokončit poslední válečný plán proroka Mohameda. Na podzim roku 633 vyslal do Palestiny tři vojenské oddíly. Dva vedené Jazídem ibn Abí Sufjánem a Šurahbílem ibn Hasanem postupovaly vnitrozemím přes Tabúk, třetí vedený Amrem ibn al-Ás podél pobřeží. Vítězství Jazídova oddílu nad Byzantinci umožnilo Arabům vyplenit jižní Palestinu. Na dobytí zdejších opevněných měst ovšem kočovnická armáda nestačila. Byzantská říše ale byla nucena reagovat a císařův bratr Theodóros vyrazil s vojskem na pomoc Jeruzalému. Chalífa vyslal posily z Medíny a nařídil Chálidu ibn al-Valídovi přesunout se z Mezopotámie do Sýrie. Ten odvážným pochodem překonal syrskou poušť a v dubnu 634 se objevil v okolí Damašku za zády Theodórova vojska. Poté se rychle přesunul k jihu, kde se spojil s ustupujícími arabskými vojsky, převzal velení a v červenci Byzantince porazil u Adžnádajnu. Byzantská armáda ustoupila na sever a města ve vnitrozemí Palestiny se ocitla ve složité situaci.
Brzy poté chalífa Abú Bakr zemřel. Před svou smrtí žádal, aby za jeho nástupce byl zvolen Umar ibn al-Chattáb, který také bez problémů převzal moc.
| Chalífové           | Chalífové        | Chalífové                     |
| ------------------- | ---------------- | ----------------------------- |
| Předchůdce: Mohamed | 632–634 Abú Bakr | Nástupce: Umar ibn al-Chattáb |